# Liste des maires de Rochefort (Charente-Maritime)

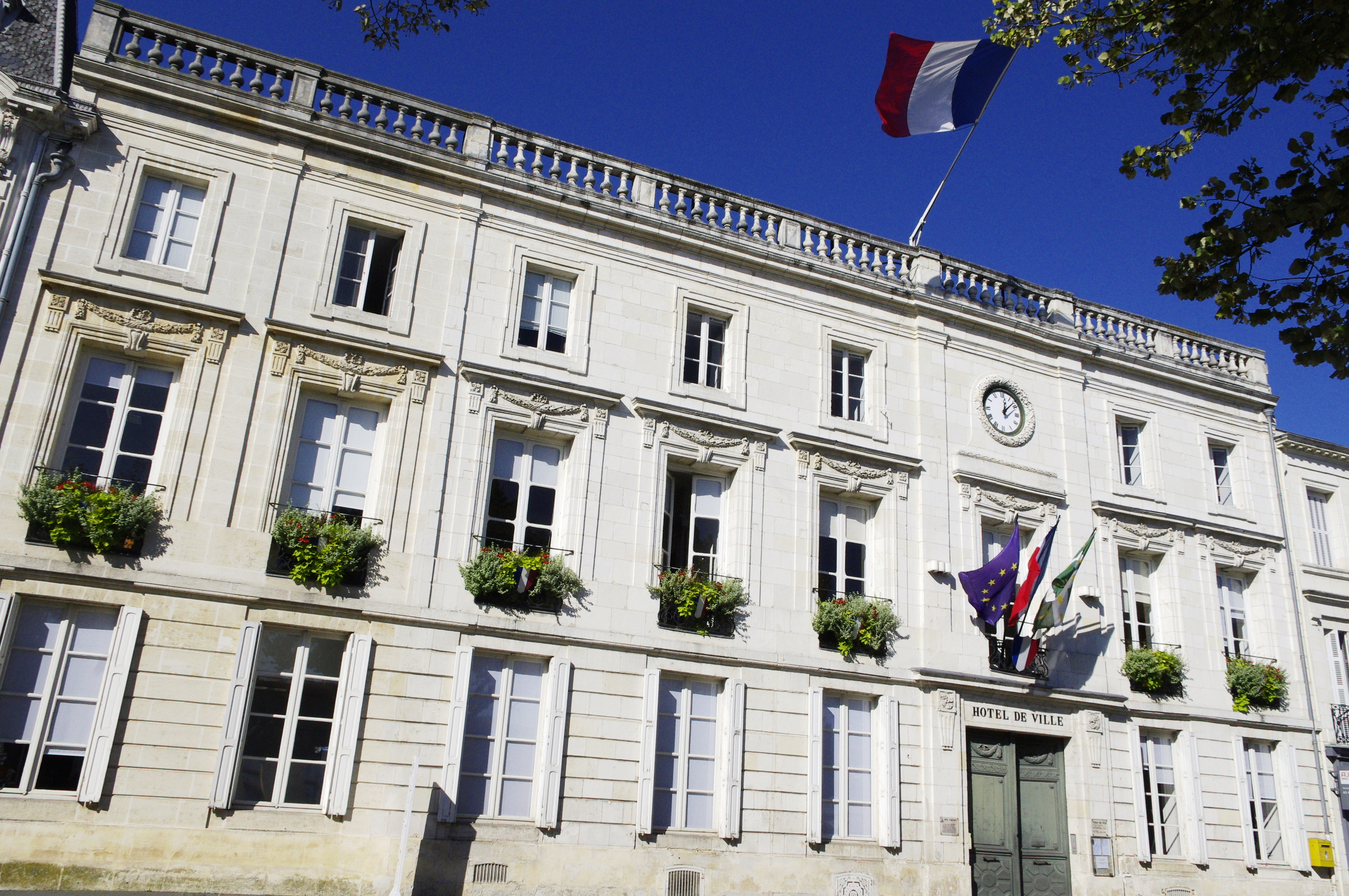
L'hôtel de ville de Rochefort.

Cet article dresse une liste par ordre de mandat des maires de Rochefort.

## Liste des maires
1882-1884 Hippolyte Parat maire
| Période                                  | Période  | Identité                            | Étiquette                                               | Qualité |
| ---------------------------------------- | -------- | ----------------------------------- | ------------------------------------------------------- | --- |
| Les données manquantes sont à compléter. |          |                                     |                                                         | |
| 1693                                     | 1695     | M. Pichard                          |                                                         | Juge subdélégué au siège royal de Rochefort |
| 1695                                     | 1705     | M. Ducasse                          |                                                         | |
| 1705                                     | 1708     | Albert Hervé                        |                                                         | |
| 1708                                     | 1708     | Jean Guillotin                      |                                                         | |
| 1708                                     | 1718     | Albert Hervé                        |                                                         | |
| 1718                                     | 1722     | André Guesdon                       |                                                         | |
| 1722                                     | 1725     | M. Daniaud                          |                                                         | |
| 1725                                     | 1727     | André Guesdon                       |                                                         | |
| 1727                                     | 1729     | Georges Busquet                     |                                                         | |
| 1729                                     | 1731     | Michel Leteillier                   |                                                         | |
| 1731                                     | 1733     | Joseph Coindreau                    |                                                         | |
| 1733                                     | 1734     | M. Fichon                           |                                                         | |
| 1734                                     | 1745     | Pierre Niou du Breuil               |                                                         | |
| 1746                                     | 1749     | M. Coindreau                        |                                                         | |
| 1749                                     | 1754     | Pierre Niou du Breuil               |                                                         | |
| 1754                                     | 1755     | M. Gachet-Desmarais                 |                                                         | |
| 1755                                     | 1757     | Joachim Ferdinand Rondeau           |                                                         | Lieutenant général civil et criminel |
| 1757                                     | 1759     | Aîné François Hèbre                 |                                                         | |
| 1759                                     | 1760     | Jean-Baptiste Fourré                |                                                         | |
| 1760                                     | 1762     | Bertrand Hèbre                      |                                                         | |
| 1762                                     | 1762     | M. Rossignol                        |                                                         | |
| 1762                                     | 1763     | Jean-Baptiste Fourré                |                                                         | |
| 1764                                     | 1766     | Charles Fichon                      |                                                         | |
| 1767                                     | 1771     | M. Hèbre de Saint Clément           |                                                         | |
| 1771                                     | 1772     | Joseph Michel Dulaurens             |                                                         | Médecin |
| 1772                                     | 1773     | Jeune Gachinard                     |                                                         | |
| 1774                                     | 1775     | Joseph Michel Dulaurens             |                                                         | Médecin |
| 1775                                     | 1783     | Jean-Marie Lochet de Vaudidon       |                                                         | Contrôleur des fermes du roi, lieutenant général |
| 1783                                     | 1789     | Philippe Joachim Ferdinand Rondeau  |                                                         | |
| 1789                                     | 1791     | Joseph Niou                         | Montagnard                                              | Député |
| Les données manquantes sont à compléter. |          |                                     |                                                         | |
| 1793                                     | 1795     | M. Bourgade de L'Isle               |                                                         | Nommé par les représentants de la Convention |
| 1795                                     | 1797     | M. Texier                           |                                                         | |
| 1797                                     | 1800     | Louis Jacques Imbert                |                                                         | |
| 1800                                     | 1805     | Pierre André Hèbre de Saint Clément |                                                         | |
| 1805                                     | 1813     | Louis Jacques Imbert                |                                                         | |
| 1813                                     | 1815     | Jean-Baptiste de Sérigny de Loire   |                                                         | Nommé par l'Empereur |
| 1815                                     |          | M. Thiebaut                         |                                                         | |
| 1816                                     | 1830     | Jean-Baptiste de Sérigny de Loire   |                                                         | |
| 1830                                     | 1831     | Jean Justin Hèbre                   |                                                         | |
| 1832                                     | 1835     | Benjamin Pouget                     |                                                         | |
| 1835                                     | 1835     | Jean Couturier                      |                                                         | |
| 1835                                     | 1843     | Antoine Bonnet de Lescure           |                                                         | Ingénieur naval Conseiller général de Rochefort-Nord Député |
| 1843                                     | 1845     | Christophe Verchère de Reffye       |                                                         | Capitaine de vaisseau (ER) |
| 1846                                     | 1848     | Théophile Guérin                    |                                                         | Banquier, conseiller d'arrondissement du canton de Rochefort-Sud |
| Les données manquantes sont à compléter. |          |                                     |                                                         | |
| 1851                                     | 1864     | Eugène Roy-Bry                      |                                                         | Banquier |
| 25 septembre 1864                        | 1865     | Jean Firmin Triaud                  | nommé maire par arrêté préfectoral du 25 septembre 1864 | Avoué |
| 1865                                     | 1867     | Émile Cordier                       |                                                         | Conseiller général de Rochefort-Nord |
| 1867                                     | 1870     | Paul Pousset                        |                                                         | Notaire |
| 1870                                     | 1871     | Émile Cordier                       |                                                         | Conseiller général de Rochefort-Nord |
| 1871                                     | 1876     | Jules Guédon                        |                                                         | |
| 1876                                     | 1877     | Jules Brou-Duclos                   |                                                         | |
| 1877                                     | 1884     | Émile Cordier                       |                                                         | Conseiller général de Rochefort-Nord |
| 1884                                     | 1888     | Paul Charron                        |                                                         | |
| 1888                                     | 1895     | Ernest Braud                        |                                                         | Conseiller général de Rochefort-Nord Député |
| 1895                                     | 1896     | Frédéric Roche                      |                                                         | |
| 1896                                     | 1898     | Ernest Braud                        |                                                         | Conseiller général de Rochefort-Nord Député |
| 1898                                     | 1900     | Louis Jacques Poupard               |                                                         | |
| 1900                                     | 1902     | Ernest Braud                        |                                                         | Conseiller général de Rochefort-Nord Député |
| 1902                                     | 1908     | Ernest Marianelli                   |                                                         | |
| 1908                                     | 1910     | Ernest Braud                        |                                                         | Conseiller général de Rochefort-Nord Député |
| 1910                                     | 1910     | Juin                                |                                                         | |
| 1910                                     | 1912     | Georges David                       |                                                         | |
| 1912                                     | 1913     | Emmanuel Giron                      |                                                         | |
| 1913                                     | 1913     | Fourniat                            |                                                         | |
| 1913                                     | 1919     | Emmanuel Giron                      |                                                         | |
| 1919                                     | 1925     | Auguste Roux                        |                                                         | |
| 1925                                     | 1928     | Roger Hymond                        |                                                         | Conseiller général de Rochefort-Nord |
| 1928                                     | 1935     | Philippe Angibaud                   | Radical                                                 | Maître mécanicien de la Marine nationale Conseiller d'arrondissement de Rochefort-Nord |
| 1936                                     | 1939     | Théodore Landré                     |                                                         | |
| 1939                                     | 1941     | Delphin Ménard                      |                                                         | |
| 1941                                     | 1941     | Louis Guérin                        |                                                         | |
| 1941                                     | 1942     | Etienne François Priollaud          |                                                         | |
| 1942                                     | 1944     | Ernest Larelle                      |                                                         | |
| 1944                                     | 1944     | Albert Bignon                       | Gaulliste                                               | Conseiller général de Rochefort-Sud Député |
| 1944                                     | 1951     | Roger Gaborit                       | Radical                                                 | Conseiller général de Rochefort-Nord Député |
| 1951                                     | 1953     | Ernest Guépin                       |                                                         | Conseiller général de Rochefort-Nord |
| 1953                                     | 1954     | Louis Naudin                        |                                                         | |
| 1954                                     | 1959     | Ernest Guépin                       |                                                         | Conseiller général de Rochefort-Nord |
| 1959                                     | 1971     | Francis Gaury                       | DVG                                                     | Conseiller général de Rochefort-Nord |
| 1971                                     | 1977     | Jean Morin                          | UDR                                                     | |
| 1977                                     | 2001     | Jean-Louis Frot,                    | RPR puis DVD                                            | Conseiller général de Rochefort-Nord Conseiller général de Rochefort-Centre Vice-président du conseil général Médaillé de Port-des-Barques Oncle de Catherine Frot                                                     |
| 2001                                     | 2014,    | Bernard Grasset                     | PS                                                      | Président de la CA du pays rochefortais Président de la CA Rochefort Océan (2014) Conseiller régional de Poitou-Charentes Député (1997-2002)                                                                           |
| 6 avril 2014                             | En cours | Hervé Blanché,                      | UMP puis LR puis DVD                                    | Avocat, bâtonnier, enseignant Conseiller municipal (2008-2014) Président de la CA Rochefort Océan, (2014 → ) Conseiller régional de Poitou-Charentes (2010 → 2015) Conseiller régional de Nouvelle-Aquitaine (2016 → ) |